# Џејмс Бролин
Крејг Кенет Брадерлин (енгл. Craig Kenneth Bruderlin; Лос Анђелес, Калифорнија, 18. јул 1940), познатији као Џејмс Бролин (енгл. James Brolin), амерички је глумац.
Глумио је у филмовима различитих жанрова. Појавио се у филмовима Западни свет (1973), Свемирска станица (1977), Амитвилски ужас (1979) и Путеви дроге (2000), поред многих.‎ 
Његов син је глумац Џош Бролин.